# Nick Hardwick
Nick Hardwick, né le 19 juillet 1957, est un haut fonctionnaire britannique. Depuis juillet 2010, il est l'inspecteur en chef du Prison Service.

## Biographie
De 1986 à 1995, il a été président de l'organisation caritative Centrepoint (en).
De juin 1995 à janvier 2003, il a été président du Refugee Council (en). 
Nick Hardwick a été président de l'Independent Police Complaints Commission (IPCC) de 2002 à juillet 2010.
Depuis juillet 2010, il est l'inspecteur en chef de His Majesty's Prison Service.